# Metritis

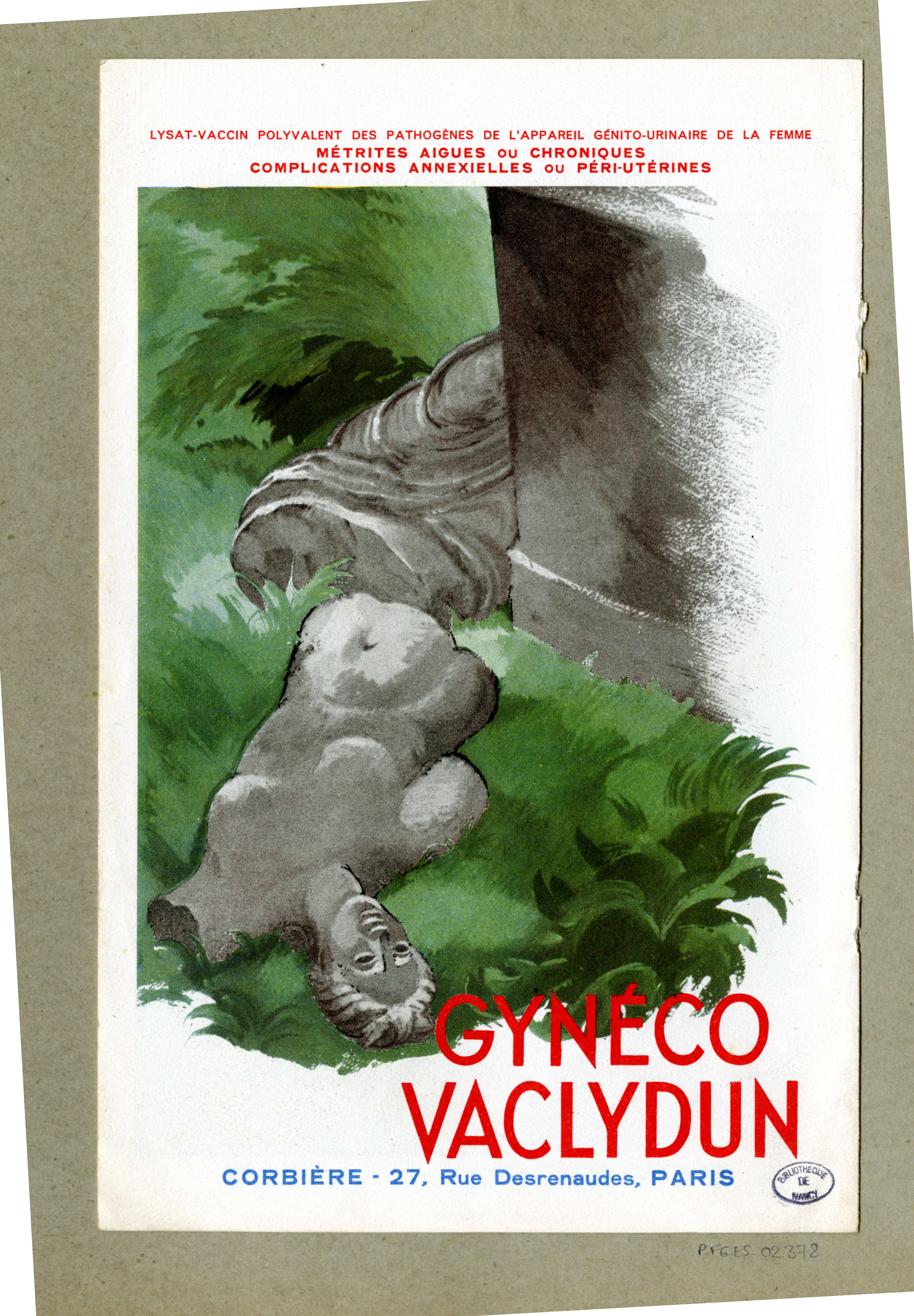
Publicidad de una vacuna francesca contra el metritis, principio del.

Se llama metritis a la inflamación de la membrana mucosa que reviste por dentro al útero o matriz. 
Entre todas las hembras de los animales domésticos, las cabras son las que la padecen con más frecuencia. Suele proceder de la extracción violenta del feto, de maniobras durante el parto, retención de las parias o secundinas, golpes, caídas, cuerpos extraños introducidos en el útero, etc. El vientre se pone dolorido, la hembra hace esfuerzos como para parir, deseos de orinar, sale por la vulva un moco gris de mal olor, se produce rubicundez del conducto de la natura que está a veces un poco hinchada.